# 앵무고기
앵무고기(Parrotfish)는 놀래기목 놀래기과 아종으로 분류되는 약 90종의 어류 분류군이다. 약 95종으로 이루어져 있으며 인도양-서태평양에 가장 큰 종이 서식한다.산호초, 바위가 많은 해안, 해초 부근에서 많이 발견되며 생물 침식에 중요한 역할을 한다.

## 설명
이들에게 앵무고기(패럿피쉬)라는 이름이 붙여진 것은 머리와 돌출된 이빨구조가 앵무새의 부리를 닮은 데서 유래하며 ,놀래기를 포함한 다른 어류와 구별된다.그들의 수많은 이빨은 턱뼈의 외부 표면에 촘촘히 채워진 모자이크 모양으로 배열되어 앵무새와 같은 부리를 형성하여 산호 및 기타 암석 기질에서 조류를 긁어 먹는다.(생물침식 과정에 기여).
최대 크기는 분류 내에서 다양하며 대부분의 종은 길이가 30-50 cm(12-20 in)에 이른다. 그러나 일부 종은 길이가 1 m(3 ft 3 in)를 초과하는 길이에 도달하고 그린 펌프헤드 패럿피쉬 혹은 버팔로 패럿피쉬(green humphead parrotfish; Bolbometopon muricatum)라고 불리는 종은 최대 1.3 m(4 ft 3 in)에 도달 할 수 있다. 가장 작은 패럿피쉬는 블루립 패럿피쉬 (Cryptotomus roseus)이며, 최대 크기는 13 cm(5.1 in)이다.

## 점액
퀸 패럿피쉬(queen parrotfish; Scarus vetula)를 포함한 일부 앵무고기 종은 밤에 포식자로부터 자신을 보호하기 위해 점액 고치를 분비한다. 잠에 들기 전, 일부 종들은 입에서 점액을 내뿜어 자신을 보호하는 투명한 막(고치)를 형성한다. 잠을 잘 때 수면 고치를 만드는 이유에는 두 가지 가설이 존재한다. 첫 번째 가설은 포식자에게 자신의 냄새를 들키기 않기 위해서이며, 두 번째 가설은 막에서 고약한 냄새를 내어 포식자가 피하도록 한다는 것이다. 이 점액 고치는 젤라틴 형태로 투명해서 빛을 비춰도 형태를 알아채기가 힘들다. 이를 준비하는 데 약 20 ~ 60분 정도가 걸리고 아침에 빠져나오는 데 30분이 걸린다고 한다. 이는 포식자가 투명막을 건드렸을 때 빨리 알아차리고 도망을 갈 수 있다는 점에서 앵무고기를 위협하는 곰치와 같은 포식자를 감지하는 경보 시스템 역할을 한다. 이 투명한 막(점액 고치)는 자외선으로부터 보호하며 기생충을 제거하고 자신의 손상된 신체를 회복하는데 도움을 준다.

## 먹이
대부분의 앵무고기종은 초식성이며 주로 부착 조류를 먹는다. 그러나 때때로 동물 플랑크톤이나 박테리아를 포함하여 작은 유기체들을 먹는다. 그린 펌프헤드 패럿피쉬 같은 몇몇이 크기가 큰 종들은 살아있는 산호(폴립)를 섭취한다. 이들중 어떠한 종도 산호만을 먹지는 않지만 산호(폴립)이 이들의 먹이 공급의 절반 이상을 차지한다. 전반적으로 그린 펌프헤드 패럿피쉬만 제외하고 앵무고기들이 먹는 산호의 양은 전체의 1%미만의 양을 먹고 대부분 살아있는 산호보다 조류로 덮인 표면을 더 선호한다고 알려졌다.
그들의 치아는 인두치(pharyngeal teeth)라는 독특한 구조를 갖는다. 구강과 식도 사이에 있는 기관인 '인두'에 '인두치'라는 이빨을 가지고 있는 것이다. 즉 먹이를 흡입하여 인두에서 저작운동을 하도록 되어있는 구조를 가지고 있는 것이다. 그들이 산호, 바위, 또는 해초를 먹으면, 그 기질이 인두치에 의해서 갈린다. 앵무고기(패럿피쉬)들이 바위에서 먹이를 섭취한 후 그것을 소회한후 배설시켜 다량의 모래를 생산하여 작은 섬과 모래사장을 만드는것을 돕는다. 앵무고기는 이빨로 산호를 떼어낸 후 잘게 부순 가루들을 뱉어내는 생물침식(Bioerosion)현상을 일으킨다. 산호가 잘게 부숴진 형태의 모래는 카리브해의 토양을 형성하는데 결정적인 영향을 미친다. 한마리의 험프헤드 패럿피쉬는 매년 90 kg(200 lb) 이상을 생산해낸다. 그들의 크기, 종, 위치, 깊이 등에 따라 다르지만 평균적으로 하루에 한 앵무고기 당 거의 250 g의 모래를 생산 해내니 생태계에 미치는 영향이 어마어마하다고 할 수 있다. 카리브해 산호초에서 앵무고기들은 해면동물(스펀지)들의 중요한 소비자이다.
그들의 먹이 활동은 암초 생물 군계에서 산호 모래 생산과 분포에 큰 영향을 미치며 암초의 조류 과성장을 방지할 수 있다. 앵무고기는 단단한 어금니를 사용하여 산호나 바위 표면을 깨뜨려 먹는데 이 과정에서 산호의 증식을 돕고 산호 표면에 조류가 너무 자라는 것을 막아 산호가 깨끗하고 건강하게 자라도록 돕는다. 특히 카리브해에서 산호초가 해초와 해면으로 과하게 둘러싸이는 현상을 막고 있다.
이에 더해 최근 연구에서 앵무고기가 그레이트 배리어 리프(Great Barrier Reef)나 인도양의 산호섬의 건강에 매우 중요하다는 것이 밝혀졌다. 크리스 페리 영국 엑시터 대학교수 등 연구자들은 과학저널 <지질학> 최근호에 실린 논문을 통해 파랑비늘돔이 산호섬 형성에 얼마나 기여하는지를 정량적으로 조사한 결과를 밝혔다. 연구자들이 인도양의 몰디브의 바카루 섬에서 측정한 결과 산호섬은 오로지 산호에서 나온 퇴적물로만 만들어지는데, 앵무고기가 산호 표면을 삼킨 뒤 조류 등 먹는 부분을 뺀 나머지를 배설하는 생물침식(Bioerosion) 현상을 일으키며 전체 퇴적물의 85% 이상을 만들어 냈다.
페리 교수는 "산호섬은 기후변화로 인한 해수면 상승에 가장 취약한 곳이라며 파랑비늘돔 집단과 서식지를 잘 보호하는 것이 몰디브 산호섬에 퇴적물을 안정적으로 공급하는 핵심”이라고 보도자료에서 말했다.
앵무고기를 먹이 생물학의 분석으로 분류하면 굴삭(발굴), 스크래퍼, 브라우저의 3가지 방법으로 분류된다. 굴삭(발굴)의 방법을 사용하는 앵무고기는 기질을 파낼 수 있는 더 크고 강한 턱을 가지고 있으며 표면에 눈에 보이는 상처를 남긴다. 스크래퍼의 방법을 사용하는 앵무고기는 굴삭의 방법을 사용히는 앵무고기보다 덜 강력한 턱을 가지고 있지만 기질에 눈에 보이는 긁은 상처를 드믈게 남긴다. 이들중 일부는 단단한 표면 대신에 모래를 먹기도 한다. 브라우저의 방법을 사용하는 앵무고기는 주로 해초나 착생식물을 먹고 산다. 다 자란 굴삭(발굴)종으로는 그린 펌프헤드 패럿피쉬(버팔로 패럿피쉬:(Bolbometopon muricatum),Cetoscarus, Chlorurus 그리고 Sparisoma viride가 존재한다. 이 굴삭의 방법을 하는 종들은 모두 유년기에서만 스크래퍼의 방법으로 먹이를 먹지만 Hipposcarus와 Scarus들은 성체가 되어도 스크래퍼의 방법으로 먹이를 먹는다. 브라우저 방법을 사용하는 종들은 Calotomus, Cryptotomus, Leptoscarus, Nicholsina 및 Sparisoma 속에서 발견된다. 그들의 먹이를 먹는 방법은 그들의 서식지를 반영한다. 브라우저의 방법을 사용하는 종들은 주로 해초가 풍성한 해저에 살고있으며, 굴삭이나 스크래버의 방법을 사용하는 종들은 주로 산호초 지역에 서식한다.

## 생명 주기
앵무고기의 발달은 복잡하며, 성별과 색상의 일련의 변화(다색깔)를 동반한다. 대부분의 종은 암컷에서 시작(초기 단계라고 알려진)하여 수컷(말기 단계)으로 바뀌는 순차적 자웅동체이다. 스톱라이트 앵무고기(Sparisoma viride)와 같은 많은 종에서, 많은 개체들이 수컷에서 직접 발달한다(즉, 암컷으로 시작하지 않는다). 이렇게 직접적으로 발달하는 수컷들은 대개 초기 단계와 유사하며, 그리고 종종 같은 종의 말기 수컷과 다른 짝짓기 전략을 보여준다. 지중해 앵무고기(S. cretense)와 같은 몇몇 종들은 2차 gonochorists이다. 이것은 어떤 암컷들은 성을 바꾸지 않는다는 것을 의미(그들은 평생 동안 암컷으로 남는다)하고, 암컷에서 수컷으로 변하는 것은 아직 미성숙할 때 하는 것이다. 또한 생식 기능을 하는 암컷은 수컷으로 변하지 않는다. 그리고 암컷과 비슷한 색(다른 앵무고기의 초기 단계 수컷)을 가진 수컷은 없다. 대리석 색깔을 가진 앵무고기(Leptoscarus vaigiensis)는 성전환을 하지 않는 것으로 알려진 유일한 앵무고기 종이다. 대부분의 종에서 초기 단계는 칙칙한 빨강, 갈색 또는 회색이고, 말기 단계는 밝은 분홍색, 주황색 또는 노란색 반점이 있는 선명한 녹색 또는 파란색이다. 소수의 종들에서는 유사한 단계를 보이며, 지중해 성체 앵무고기에서 암컷은 밝은 색을 띠는 반면 수컷은 회색이다. 대부분의 종에서, 어린 개체는 성체와 다른 색깔의 패턴을 가지고 있다. 일부 열대 종의 어린 개체는 다른 종을 모방하기 위해 일시적으로 색을 바꿀 수 있다. 성별과 연령이 다른 경우, 현저하게 다른 단계는 종종 별개의 종으로 묘사된다. 그 결과 초기 과학자들은 350종 이상의 앵무고기 종을 인식했는데, 이는 실제 수의 거의 4배에 달한다.
대부분의 열대 종들은 먹이를 먹을 때 큰 무리를 이루며, 종종 크기에 따라 분류된다. 한 명의 수컷이 주도하는 여러 암컷의 하렘은 대부분 정상이며, 수컷은 어떤 도전으로부터도 자신의 위치를 강력하게 방어한다. pelagic spawners로서, 앵무고기는 플랑크톤의 일부가 되는 많은 작고 부력이 있는 알을 물 속으로 방출한다. 알은 자유롭게 떠다니며, 부화할 때까지 산호에 정착한다.
앵무고기의 성별 변화는 순환 스테로이드의 변화를 동반한다. 암컷은 높은 수준의 에스트라디올, 중간 수준의 T 그리고 주요 어류의 감지할 수 없는 수준의 안드로겐 11-케토스테론 수치를 가지고 있다. 초기 색상에서 말기 색상으로 전환되는 동안 11-케토스테론의 농도는 급격히 증가하고 에스트로겐 수치는 감소한다. 암컷에게 11-케토스테론을 주입하면 생식샘, 생식샘, 행동성 성교에 조숙한 변화를 일으킬 수 있다.

## 경제적 중요성
상업적인 어업은 특히 인도-태평양에서 몇몇 큰 종들을 대상으로 이루어지고 있다. 앵무고기는 '죽기 전에 먹어야 할 음식재료 1001개' 중 하나로 꼽히며 쫀득힌 식감을 자랑한다. 카리브해 연안 국가들에서는 앵무고기를 석쇠에 굽거나, 프라이팬에 튀겨 진한 코코넛 커리 소스를 곁들어 먹는다. 스리랑카 인근 해영에서 잡히는 작은 앵무고기는 매우 섬세한 흰살을 지니고 있으며 그 풍미가 최고로 뽑히고 있다.

## Green humphead parrotfish
그린 험프헤드 패럿피쉬(Bolbometopon muricatum)는 앵무고기 중에서 가장 큰 종으로 몸길이는 1.5m이고 몸무게는 최대 75kg까지 나간다. 인도양과 태평양의 암초, 서쪽의 홍해부터 동쪽의 사모아까지, 북쪽의 야에야마 제도부터 남쪽의 오스트레일리아 그레이트 배리어 리프까지 발견된다. 다른 흔한 이름으로는 범프 헤드 앵무고기, 혹두 앵무고기, 이중머리 앵무고기, 버팔로 앵무고기, 자이언트 앵무고기 등이 있다. 그것은 단형 속 Bolbometopon에서 유일한 종으로 산호초에 서식하는 가장 큰 초식성 물고기이다.

## Guinean Parrot Fish
기니안패럿피쉬(Guinean Parrot Fish)는 보통 약 40cm 내외로 자라며 최대 60cm까지 성장하는 비늘돔류이다. 주로 얕은 연안지대에서 서식하는데 해변의 바위나 자갈로 이루어진 곳을 선호하는 경향이 있다. pharyngeal bones(인두골)이라고 하는 특수한 구조를 가지고 있으며 초식성 식성을 보인다. IUCN Red List 관심대상으로 분포지는 동대서양, 아프리카 서부 연안, 모리타니아, 콩고 연안이다.

### 종 설명
wrasse와 달리 머리 모양은 수직이고, 다른 앵무고기와 달리 머리 앞쪽 가장자리를 제외하고는 비늘로 균일하게 덮여 있으며, 종종 연두색에서 분홍색을 띤다. 흰 반점이 흩어져 있는 기본 색상은 칙칙한 회색, 점차 균일하게 짙은 녹색이 되었다. 이 종은 성별에 따른 색깔 변화 패턴을 보이지 않는다. 성체는 이마가 구불구불하고 치아가 드러나며, 입술로 부분적으로만 덮여 있다. 성장이 느리고 수명이 길며(최대 40년), 번식이 지연되고 보충 속도가 낮다. 이 종은 군집 생활을 하며, 보통 작은 집단에서 발견되지만, 바다 쪽과 투명한 외부 석호 암초에서는 집단의 크기가 75마리 이상으로 상당히 클 수 있다.